# Eriovixia gryffindori
Eriovixia gryffindori – gatunek pająka z rodziny krzyżakowatych, przedstawiciel rodzaju Eriovixia.
Gatunek leśny występujący w lesie Kan w Ghatach Zachodnich, został nazwany w nawiązaniu do tiary przydziału z uniwersum Harry’ego Pottera ze względu na kształt odwłoka, który przypomina ten przedmiot. Kształt ciała osobników tego gatunku ma służyć jako kamuflaż w celu ochrony przed drapieżnikami – pająk może dzięki niemu zostać pomylony z uschniętym liściem.